# Mulgravea parasiatica
Mulgravea parasiatica är en tvåvingeart som först beskrevs av Hajimu Takada och Momma 1975.  Mulgravea parasiatica ingår i släktet Mulgravea och familjen daggflugor. Inga underarter finns listade i Catalogue of Life.